# Annette Watermann-Krass

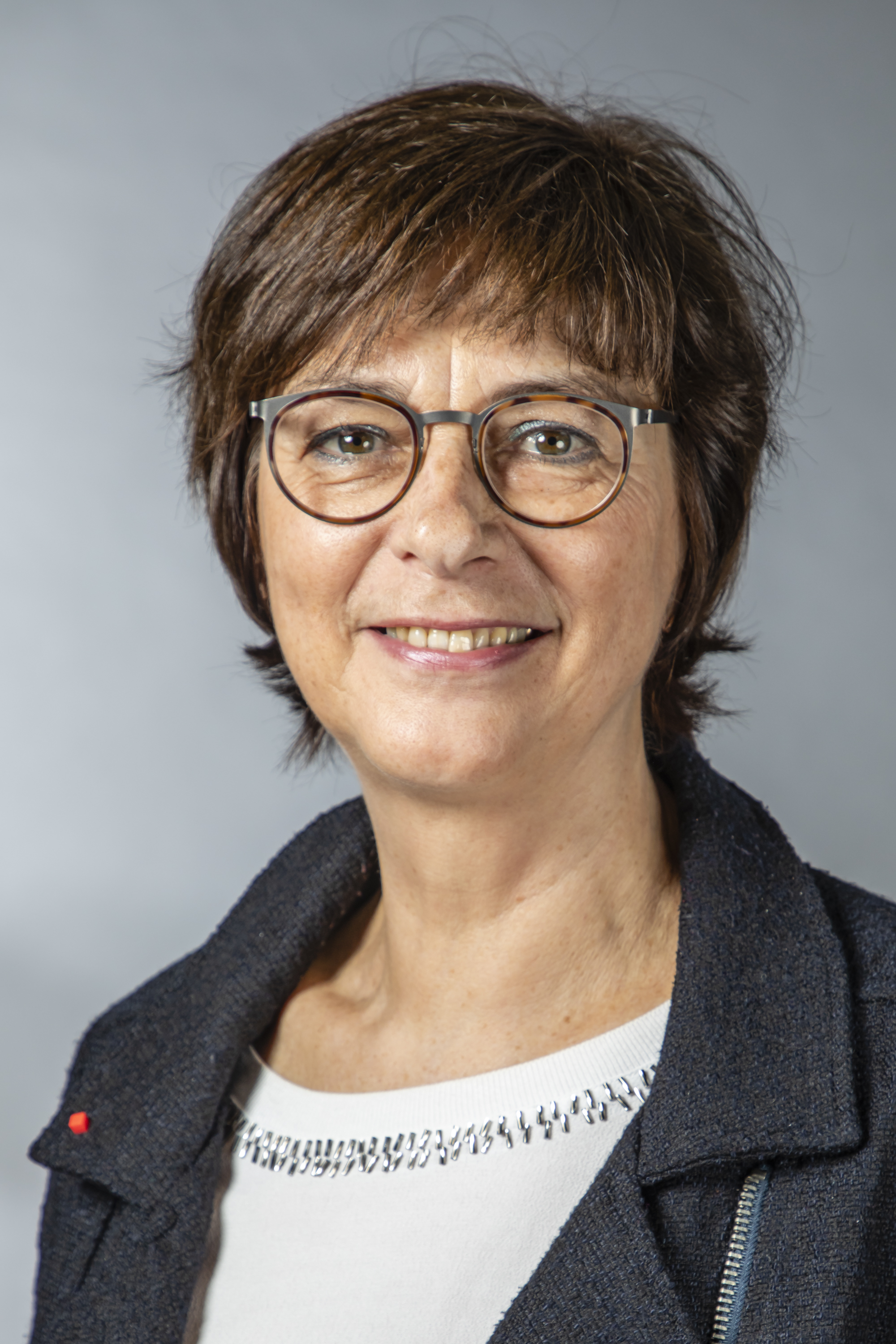
Annette Watermann-Krass (2019)

Annette Watermann-Krass (* 15. März 1957 in Sendenhorst) ist eine deutsche Politikerin (SPD). Sie war von 2005 bis 2010 und von 2012 bis 2022 Abgeordnete im Landtag von Nordrhein-Westfalen.

## Studium und Berufslaufbahn
Annette Watermann-Krass erlangte 1975 ihre Fachhochschulreife. Danach besuchte sie die Fachhochschule für Design in Münster. Hier belegte sie den Schwerpunktbereich Visuelle Kommunikation. Im Jahr 1980 erlangte sie dort ihr Diplom. Von 1980 bis 1984 war sie Angestellte einer Werbeagentur, von 1984 bis 1989 war sie dort als freie Mitarbeiterin tätig. Von 1989 bis 2005 arbeitete sie freiberuflich als Grafikdesignerin.

## Parteiämter und Mandate
Annette Watermann-Krass ist Mitglied der SPD seit 1984. 1991 wurde sie zum Mitglied im Vorstand des SPD-Unterbezirks Warendorf gewählt. Von 1991 bis 2001 war sie Vorsitzende der Arbeitsgemeinschaft sozialdemokratischer Frauen (ASF) im dortigen Unterbezirk. Seit 2004 ist sie Vorsitzende des SPD-Stadtverbandes Sendenhorst. Von 2006 bis 2010 war sie Mitglied im Bundesparteirat der SPD.
Von 1989 bis 2019 war sie Mitglied des Rates der Stadt Sendenhorst, dort war sie von 1999 bis 2005 stellvertretende Bürgermeisterin. Von 1997 bis 2020 war sie Mitglied im Gleichstellungsausschuss beim Städte- und Gemeindebund.
Von 2005 bis 2010 war sie erstmals Abgeordnete für die SPD im Landtag von Nordrhein-Westfalen und dort im Ausschuss für Frauenpolitik sowie im Ausschuss für Umwelt und Naturschutz, Landwirtschaft und Verbraucherschutz tätig. Bei der Landtagswahl vom 13. Mai 2012 erreichte sie mit 40,1 Prozent der Erststimmen ein Direktmandat im Wahlkreis 87 (Warendorf II). Zur Landtagswahl 2017 zog sie über die Landesliste der SPD ins Parlament ein. In der 17. Wahlperiode war sie Mitglied des Petitionsausschusses, des Ausschusses für Schule und Bildung sowie des Ausschusses für Umwelt, Landwirtschaft, Natur- und Verbraucherschutz. Zudem war sie Sprecherin der SPD in der Enquete-Kommission Gesundes Essen. Gesunde Umwelt. Gesunde Betriebe. – Zukunftschancen für die nordrhein-westfälische Landwirtschaft gestalten, mittelständische Betriebe stärken, hohe Standards in Ernährung und Umweltschutz gemeinsam sichern im Landtag Nordrhein-Westfalens. Zur Landtagswahl 2022 trat sie nicht erneut an.

## Privates
Annette Watermann-Krass ist verheiratet und hat zwei Kinder sowie drei Enkelkinder.